# يوديمي
يوديمي (بالإنجليزية: Udemy)‏ هي منصة تعليمية عبر الإنترنت مخصصة للبالغين، على عكس منصات مووك الأخرى التي تُقدّم برامج تقليدية اجتماعية. تهتم منصة يوديمي بالعديدِ من المحتويات بما في ذلك البرمجة، الترجمة، الرسم، الربح من النت أو الإبداع بصفة عامّة. تُوفّرُ منصة يوديمي مجموعة من الأدوات التي تساعد المستخدمين على إنشاء دورات تدريبية من أجل كسب المال بطرق عدّة. في الوقت الحالي؛ ركّز موقع يوديمي اهتمامهُ بطلاب الجامعة حيث عملَ على تبنّي دورات تخصّ تحسين مهارات الطالب والشيء الذي يجب عليه إتقانه. هناك بعض الدورات على المنصة والتي تُمكن المشاهد في نهاية المطاف من نيل شهادة تقنية ذات اعتبار في بعض البلدان المتقدمة. اعتبارًا من عام 2019؛ هناك أكثر من 100.000 دورة مجانية ومدفوعة على الموقع.

## التاريخ
قامَ إرين بالي عام 2007 بتأسيس موقع يوديمي والذي يُجزّء إلى يو دي مي. كانَ هدفُ الموقع منذ البداية واضحًا وهوَ تقديم برامج حيّة وفصول دراسية افتراضيّة للذين يعيشونَ في تركيا. اشتهرَ الموقع في وقتٍ وجيز مما دفعَ بإرين إلى الانتقال للعملِ في وادي السليكون. هناكَ حيثُ تمكّن من تطوير شركته وتوسيعها في ظرف عامين. أُطلق الموقع بشكل رسمي من قِبلِ بالي، أوكتاي كاجلار وجاجان بياني في أوائل عام 2010.
في شباط/فبراير من عام 2010؛ حاولَ مؤسسي الموقع رفع التمويل من خلال الحصول على رأس مال استثماري ضخم ولكن الفكرة فشلت في إقناع المستثمرين الذين رفضوا حوالي 30 عرضًا حسب ما أكّدهُ جاجان بياني. ردًا على ذلك؛ تعاقدَ الموقع مع شركة Bootstrap التي عملت على تطوير المنتج ثم أطلقت أكاديمية يوديمي في أيار/مايو 2010. في غضون بضعة أشهر؛ قامَ 1.000 مدرب بنشر حوالي 2.000 دورة مما دفع بأزيد من 10.000 مستخدم لتسجيلِ الدخول. بناء على هذا؛ ارتفعت قيمةُ المنصة في السوق فحاولت البحثَ عن جولة أخرى من التمويل ثم حصلت هذه المرة على تمويل بلغَ مليون دولار في آب/أغسطس. في تشرين الأول/أكتوبر 2011؛ حصلت الشركة على تمويل إضافي بقيمة 3 ملايين دولار إضافية بقيادة تجميعية مستثمرين أمثال إيريك ليفكوفسكي وبراد كايويل فضلا عن 500 آخرون ممن ساهموا في عمليات التمويل البسيطة والضخمة. في كانون الأول/ديسمبر 2012؛ ارتفعت نسبة تمويل الشركة إلى 12 مليون دولار بعدما انضمّ شركاء آخرون للمشروع من مُختلف دول العالم. في 22 نيسان/أبريل 2014؛ ذكرت الطبعة الرقميّة من وول ستريت جورنال أن دينيس يانغ الرئيس التنفيذي للعمليات في شركة يوديمي قد استُبدلَ بإرين بالي. بحلول مايو 2014؛ تواصل ارتفاع تدفق الأموال على الشركة حيث حصلت هذه المرّة على 32 مليون دولار بعد انضمامِ مستثمرين آخرين. ثم حصلت الشركة في حزيران/يونيو عام 2015 على تمويل رابع بقيمة 65 مليون دولار مما ساعدها على فتحِ فروعٍ لها في كل من كندا والهند. بعد ذلك بعام كامل نالت الشركة تمويلا جديدًا بقيمةِ 60 مليون دولار. في 1 يونيو من عام 2017؛ أعلنَ مجلس إدارة الشركة تعيين كيفن جونسون في منصب الرئيس التنفيذي خلفًا لإيرين.

## نظرة عامة
بات يوديمي منصّة تسمح للمدربين بنشر الدورات التعليمية على النت وذلك في مواضيع من اختيارهم من خلال إنشاء فيديوهات بمساعدة مايكروسوفت باوربوينت في العروض التقديمية وكذا نسق المستندات المنقولة خاصّة ملفات زيب. يمكن للمعلمين أيضا الانخراط والتفاعل مع المستخدمين عبر لوحات المناقشة. يتم تقديم الدورات عبر مجموعة واسعة من الفئات بما في ذلك رواد الأعمال، الأكاديميين، المتخصصين في العلوم اللغوية، الموسيقى والتكنولوجيا. معظم الدورات على الموقع تحتوي على ملفات بي دي إف أو ملفات مكتوبة ببرنامج مايكروسوفت إكسل أو حتّى فيديوهات مصوّرة بكاميرا آي فون. يُساعد يوديمي كذلك الشركات منَ الوصول إلى مجموعة من أكثر من 2.000 دورة تدريبية حول مواضيع مختلفة من تكتيكات التسويق الرقمي إلى تصميم، الإدارة، البرمجة وأكثر من ذلك.
يحتوي الموقع على دورات مجانية وأخرى مدفوعة الثمن وذلك اعتمادًا على المُدرّب. يختلفُ ثمن الدورات وذلك نسبة للناشر ورغبتهِ في استقطاب أكبر عددٍ من الزوار مقابل جودة عمله. في حالة ما كانت سمعة الناشر طيّبة وله تقييم حسن وجذاب للزوار فإنه يحصل على 97% من الأرباح فيما يقتطعُ الموقع نسبة 3% لا غير أمّا في حالة ما كان تقييم الناشر متوسطًا ومحتواه لا يُشجع الزائر على البقاء فإنّ الموقع يقتطعُ ما نسبتهُ 50% فيما يكسب المدرب نسبة 25% فقط في حالة ما كانت شركة يوديمي هي التي تدفعُ وتروج للدورة. في عام 2015 وحده؛ كسبَ أفضل 10 مدربين أكثر من 17 مليون دولار في إجمالي الإيرادات.
في نيسان/أبريل 2013؛ عرضت الشركة تطبيقها المحمول على أجهزة أبل العاملة بنظام آي أو إس مما يساعد الطلاب والزوار على أخذ دروس مباشرة من أجهزة آي فون. تم إطلاق نسخة أندرويد في كانون الثاني/يناير 2014. اعتبارًا من نفسِ الفترة فإن التطبيق قد حُمّل أكثر من مليون مرة في متجر أبل كما أنّ 20 في المئة من زيارات المستخدمين إلى الدورات باتت تأتي عبر الجوال.

## الاستقبال
حقّق موقع يوديمي نجاحًا كبيرًا في وقتٍ قصير مما جعله عُرضة لعميات القرصنة هذا فضلا عن مُناقشة هدفه في العديد من الصحف والمجلات الشهيرة بما في ذلك صحيفة نيويورك تايمز، فاست كومباني،بي بي سي، يو بي إن وتك كرانش التي أشارت إلى أنّ يوديمي يُقدّمُ تجربة جديدة وبات يشكل منافسًا حقيقيًا للفصول الدراسية.
في عام 2014؛ ضمّنت مجلة فوربس اسم أحد مؤسسي الموقع وهوَ إرين بالي ضمن «قائمة ألمع ثلاثين شخصية في 15 مجالا مختلفًا تحت سن الثلاثين».

## مخاوف منَ القرصنة
بحلول تشرين الثاني/نوفمبر 2015 انتشرت بعض الشائعات التي اتهمت شركة يوديمي بالاستفادة من عمليات القرصنة التي تخصّ الدورات مدفوعة الثمن. في المقابل ردّ المدير التنفيذي دينيس يانغ على كل هذه الاتهامات من خلال بيانٍ نشرهُ في مدونته الخاصّة حيث أشار إلى يوديمي لم ولن تستفيد من أعمال القرصنة.

## انظر ايضًا
- اكادمية حسوب

## وصلات خارجية
- الموقع الرسمي